# Samsung Z1
Samsung Z1 là một điện thoại thông minh sản xuất bởi Samsung Electronics và là chiếc điện thoại đầu tiên chạy hệ điều hành Tizen (ngoài các phiên bản thử nghiệm Tizen, Samsung Z dự định phát hành ở thị trường nhà vào tháng 6 năm 2014 - nhưng đã không bao giờ phát hành); nó được phát hành tại thị trường Ấn Độ vào 14 tháng 1 năm 2015. Giá của thiết bị là INR 5,700.
Tính đến tháng 5 năm 2015, Samsung đã bán ra hơn 500.000 thiết bị Z1 ở Ấn Độ và Bangladesh. Nó còn tiết lộ rằng Z1 sẽ du nhập vào thị trường Sri Lankan như điểm đến thứ ba sau Ấn Độ Bangladesh.

## Phần cứng
Không giống như kế hoạch trước là thiết bị cao cấp Samsung Z, loạt điện thoại Tizen chỉ có thông số thấp.
Bao gồm màn hình cảm ứng 4-inch 480x800, a 1.2 GHz dual core A7 processor, 768 MB RAM, bộ nhớ trong 4GB, mở rộng lên đến 64 GB qua thẻ microSDXC, máy ảnh chính 3.1 megapixel, máy ảnh phụ 0.3 megapixel VGA, và pin 1500 mAh.